# プシュパカ・ヴィマナ (1987年の映画)
『プシュパカ・ヴィマナ』（原題：Pushpaka Vimana）は、1987年に公開されたインドのブラックコメディ映画。シンギータム・シュリニヴァサ・ラーオが監督・プロデューサー、シュリンガル・ナーガラージが共同プロデューサーを務めた。映画は興行的な成功を収め、バンガロールでは35週間上映された。
国家映画賞 健全な娯楽を提供する大衆映画賞とフィルムフェア賞 カンナダ語映画部門作品賞を受賞した他、インド国際映画祭、第41回カンヌ国際映画祭の国際批評家週間でプレミア上映され、上海国際映画祭とホイッスリング・ウッズ国際研究所でも後年上映された。

## キャスト
- 失業者 - カマル・ハーサン
- 手品師の娘 - アマラ・アッキネーニ
- 殺人者 - ティーヌー・アーナンド
- 乞食 - P・L・ナーラーヤナ
- 手品師の妻 - ファリーダー・ジャラール
- 富豪 - サミール・カーカル（英語版）
- 富豪の妻 - ラムヤ
- ホテルのオーナー - ロクナート（英語版）
- 手品師 - K・S・ラメシュ
- 富豪の妻の恋人 - プラタープ・K・ポセン（英語版）

## 製作
本作は「サイレント時代」の後に製作された「インドで最初のフルレングスのサイレント映画」と呼ばれることが多いが、シンギータム・シュリニヴァサ・ラーオとカマル・ハーサンはこの呼ばれ方を好まず、「台詞のない映画」と呼んだ。
カンナダ語映画の俳優シュリンガル・ナーガラージがプロデューサーを務めており、彼がプロデューサーを務めたのは本作のみである。彼は脚本を呼んだ後に製作への参加を決め、同時にシンギータムは右腕となるプロデューサーを見付けられずにいた。ハーサンも脚本に感銘を受けて出演を決めた。シンギータムは本作が自分の人生を導くものであるとして、「パーソナル映画」と呼んでいる。
本作には台詞がないため、シンギータムはインドの様々な映画産業で活動する俳優を起用することができた。P・L・ナーラーヤナは乞食役で起用され、テレビシリーズ『Nukkad』で知名度を上げたサミール・カッカルは富豪役として出演している。ヒロイン役は女優のニーラムが出演を辞退したため、アマラ・アッキネーニが起用された。プラタープ・K・ポセンはコミックリリーフを演じている。
美術監督のトーッター・ダラニはバンガロールのハイランド・ホテルの側に撮影用の通りを作り、主人公が住んでいる建物のセットはホテルの屋上に作られた。撮影の大半はバンガロールのウィンザー・マナー・ホテルで行われた。本作に歌はなく、バックグラウンドスコアのみである。シンギータムは自身の要望に応えてくれる作曲家を求め、L・ヴァイディアナタンを起用した。

## 受賞
| 映画賞                            | 部門                                 | 対象                                                             | 結果 | 出典   |
| --------------------------------- | ------------------------------------ | ---------------------------------------------------------------- | ---- | ------ |
| 国家映画賞                        | 健全な娯楽を提供する最優秀大衆映画賞 | シンギータム・シュリニヴァサ・ラーオ、シュリンガル・ナーガラージ | 受賞 | [ 14 ] |
| フィルムフェア賞 南インド映画部門 | カンナダ語映画部門作品賞             | シュリンガー・ナーガラージ                                       | 受賞 |        |
| フィルムフェア賞 南インド映画部門 | カンナダ語映画部門監督賞             | シンギータム・スリニヴァサ・ラオ                                 | 受賞 |        |
| フィルムフェア賞 南インド映画部門 | カンナダ語映画部門主演男優賞         | カマル・ハーサン                                                 | 受賞 | [ 15 ] |